# Bo Lundgren
Pour les articles homonymes, voir Lundgren.
Bo Axel Magnus Lundgren (né le 11 juillet 1947 à Kristianstad) est un homme politique suédois.
Il est leader du Parti du rassemblement modéré, succédant à Carl Bildt.

## Biographie
Bo Lundgren est le fils du major Alf Lundgren (1913-1985) et d'Inez Nilsson (1918-2003). Il a suivi une formation d'officier de réserve et a obtenu son diplôme le 1er décembre 1972. Il a été membre du régiment d'artillerie de Wendes et est devenu capitaine le 1er septembre 1978. Lundgren a obtenu un diplôme d'économie à l'université de Lund en 1972 et a ensuite enseigné la gestion d'entreprise de 1972 à 1975. Il a exercé la profession de forestier à partir de 1974 et a été membre du tribunal fiscal intercommunal à partir de 1977. M. Lundgren a été président de l'association des jeunes modérés du comté de Kristianstad de 1971 à 1974, membre du conseil d'administration de l'association départementale du parti modéré dans le comté de Kristianstad à partir de 1969 et deuxième vice-président de l'association départementale à partir de 1984. Au Riksdag, il travaille principalement au sein de la commission des impôts, dont il est membre de 1979 à 1988 et vice-président de 1988 à 1991 et de 1994 à 1999.
En tant que ministre des impôts et vice-ministre des finances de 1991 à 1994, Bo Lundgren a été chargé, entre autres, du soutien aux banques dans le cadre de la crise financière de l'époque, ce qui a conduit à la création du Conseil de soutien aux banques et de Securum. La gestion des crises a depuis lors bénéficié d'une attention internationale favorable.
En 1999, Lundgren a succédé à Carl Bildt à la tête du parti modéré. En tant que chef de parti, Lundgren s'est fait connaître comme un défenseur de la baisse du taux d'imposition en Suède. À l'occasion de la présentation du manifeste électoral du parti modéré en 2002, Lundgren a écrit :
« La gauche considère l'homme comme faible, le concept d'« ensemble » signifie simplement que quelqu'un décide pour vous. »
Lors des élections générales de 2002, les modérés, sous la direction de Lundgren, ont connu leur pire élection depuis 1973. Avec un résultat de 15,3 %, le parti a perdu un tiers de son soutien électoral par rapport aux élections de 1998. Le parti a perdu du terrain surtout dans les grandes villes. On a émis l'hypothèse que le rapport sur les cottages électoraux, dans lequel plusieurs politiciens modérés ont exprimé des opinions xénophobes, a contribué à la perte de l'élection. Le rapport a été vu par un million de téléspectateurs au cours de la semaine précédant l'élection.
Après l'élection, Lundgren a mené un renouveau du parti en remplaçant une grande partie de la bande dite du bunker, le cercle autour du prédécesseur Carl Bildt, par une génération plus jeune, dont Fredrik Reinfeldt et Anders Borg. [Cependant, la position de Lundgren au sein du parti s'est affaiblie et les sondages sont restés bas. Le 1er avril 2003, il a annoncé qu'il démissionnerait lors de la prochaine réunion du parti. Le 25 octobre 2003, alors que les modérés obtenaient 18 % dans le baromètre électoral Sifo, la réunion du parti a élu Fredrik Reinfeldt comme successeur de Lundgren.
L'une des dernières déclarations de Lundgren en tant que chef de parti, juste avant que les Modérés ne se transforment en Nouveaux Modérés, était la suivante : « Nous vivons dans un système politique qui, chaque jour, vide les gens de leurs forces vives.
« Nous vivons dans un système politique qui, chaque jour, prive les gens de leurs forces motrices. Ce qui constitue la base de toute société développée et de toute prospérité croissante : la liberté et la créativité. »
M. Lundgren a quitté son siège parlementaire après avoir été nommé nouveau directeur général du Bureau de la dette nationale suédoise en juin 2004, où il a attiré une attention considérable dans le cadre de la crise financière de 2008/09, lorsque le Bureau de la dette est devenu l'autorité responsable de la gestion de la crise. Le 10 novembre 2008, l'autorité suédoise de surveillance financière a retiré la licence bancaire à la Carnegie Investment Bank, qui a alors été placée sous l'administration obligatoire du Bureau de la dette nationale suédoise, avec M. Lundgren comme principal dirigeant. L'expérience de M. Lundgren de la crise bancaire des années 1990 a été mise à profit lorsqu'il s'est présenté devant le Congrès américain et le Parlement européen.
En 2012, M. Lundgren a été nommé président de Sparbanken Öresund, en 2014 président de Sparbanksstiftelsen Finn et en 2016 président de l'Öresund Bridge Consortium.

## Distinctions
- Ordre de la Croix de Terra Mariana (3e classe).